# Alvar Thorson
Georg Alvar Thorson, född den 18 oktober 1908 i Fritsla församling, Älvsborgs län, död den 20 mars 1984 i Stockholm, var en svensk ämbetsman. Han var bror till Ivan Thorson och far till Claes Thorson.

## Biografi
Thorson blev gymnastikdirektör 1932. Han arbetade inom skolöverstyrelsen 1933–1943, och var, efter verksamhet som gymnastiklärare i Södertälje 1942–1947 och i Stockholm 1947–1948, förste gymnastikkonsulent där 1948–1959. Thorson var även ledamot av direktionen för Gymnastiska centralinstitutet 1948–1959. Han var ledamot av styrelsen och arbetsutskottet inom Nationalföreningen för trafiksäkerhetens främjande 1949–1957 och verkställande direktör där 1957–1974. Thorson var ledamot av Statens trafiksäkerhetsråd 1957–1971 och efter dettas nedläggning i Statens transportforskningsdelegerades trafiksäkerhetsnämnd 1971–1974, i högertrafikkommissionen 1963–1967 och i utredningar rörande gymnastik, sjukgymnastik och trafikfrågor. Han var ledamot av överstyrelsen för Sveriges riksidrottsförbund 1951–1957 och dess förvaltningsutskott 1953–1957. Thorson var 2:e vice ordförande i Simfrämjandet 1956–1968 och 1:e vice ordförande där 1968–1973. Han blev löjtnant inom Göta artilleriregementes reserv 1935 och kapten där 1943.